# Max Defourny
Max Defourny (Luik, 9 oktober 1998) is een Belgisch autocoureur.

## Carrière
Defourny begon zijn autosportcarrière in het karting in 2009 en won het daaropvolgende jaar voor het eerst een kampioenschap in de karts. In 2014 maakte hij zijn debuut in het formuleracing, waarbij hij uitkwam in negen races van het Franse Formule 4-kampioenschap en drie in het Italiaanse Formule 4-kampioenschap bij het team Cram Motorsport. Aangezien hij geen volledig seizoen in het Franse kampioenschap reed, kwam hij niet in aanmerking om punten te scoren, maar tijdens het laatste raceweekend op het Circuit Paul Ricard behaalde hij zijn eerste podiumplaats in de klasse met een derde positie in de tweede race. In het Italiaanse kampioenschap nam hij enkel deel aan het eerste raceweekend op de Adria International Raceway en eindigde hier als elfde, zevende en negende en scoorde hiermee 9 punten, waardoor hij twintigste werd in de eindstand.
In 2015 maakte Defourny de overstap naar de Formule Renault 2.0, waarin hij voor het ART Junior Team uitkwam in de Formule Renault 2.0 NEC. Hij won twee races op Spa-Francorchamps en de Nürburgring, waardoor hij achter Louis Delétraz, Kevin Jörg en Ukyo Sasahara vierde werd in de eindstand met 218 punten als beste rookie. Daarnaast kwam hij ook als gastcoureur uit in de Eurocup Formule Renault 2.0, waarin hij in zeven races een negende plaats op Spa als beste klassering had, en bij het team Koiranen GP in de Formule Renault 2.0 Alps, waarin hij in vier races een vijfde plaats op het Circuito Permanente de Jerez als beste resultaat had.
In 2016 bleef Defourny actief in de Formule Renault 2.0, waarin hij een dubbel programma reed in de NEC en de Eurocup. Hij bleef rijden voor het ART Junior Team, dat de naam had veranderd naar R-ace GP. In de NEC won hij drie races op het Autodromo Nazionale Monza, op Silverstone en het TT Circuit Assen, waardoor hij met 285 punten achter Lando Norris op de tweede plaats eindigde. In de Eurocup bleef het bij één zege tijdens de seizoensopener op het Motorland Aragón en eindigde met 188,5 punten achter Norris en Dorian Boccolacci als derde in de eindstand.
In 2017 reed Defourny opnieuw in de Eurocup Formule Renault 2.0 voor R-ace GP. Op het Circuit Paul Ricard wist hij hier zijn eerste race van het seizoen te winnen. Daarnaast maakte hij dat jaar zijn Formule 3-debuut in het Europees Formule 3-kampioenschap bij het team Van Amersfoort Racing tijdens het raceweekend op de Nürburgring. In zijn eerste race zette hij direct de snelste ronde neer en in de derde en laatste race van het weekend scoorde hij twee punten met een negende plaats.